# دوايت أندرسون
دوايت أندرسون (بالإنجليزية: Dwight Anderson)‏ مواليد 28 ديسمبر 1960 في دايتون، هو لاعب كرة سلة أمريكي سابق. تم اختياره من قبل فريق واشنطن ويزاردز خلال الدرافت. لعب مع فريق دنفر ناغتس. حمل الرقم 20. يبلغ طوله 6 قدم 3 بوصة (1.9 م).

## روابط خارجية
- دوايت أندرسون على موقع إن بي أي (الإنجليزية)
- دوايت أندرسون على موقع سبورتس رفرنس (الإنجليزية)
- دوايت أندرسون على موقع كلية كرة السلة في سبورتس رفرنس.كوم (الإنجليزية)
- دوايت أندرسون على موقع ريلجم (الإنجليزية)
- دوايت أندرسون على موقع بروبوليرز (الإنجليزية)